# Усвятський район
Усвятський райо́н (рос. Усвятский район) — муніципальне утворення в Псковській області, Російська Федерація.
Адміністративний центр — смт Усвяти. Район включає 3 муніципальних утворень.

## Географія
Територія муніципального району розташована на півдні Псковської області, її площа  - 1106 км². Район межує з Невельським районом на півночі, Великолуцьким та Куньїнським районами Псковської області - на північному сході, з Велізьким районом Смоленської області - на півдні, Вітебським та Городоцьким районами Вітебської області Білорусії - на заході.
Основні річки - Узмень, Усвяча.